# The New School
The New School ist eine 1919 als New School for Social Research gegründete Universität in New York City. Die Universität besteht aus acht Fakultäten bzw. Schools; ihr Campus liegt im Greenwich Village in Manhattan. Sie zählt heute gemeinhin zu den prestigeträchtigsten Forschungseinrichtungen in den Sozialwissenschaften.
Die New School steht in der Tradition der Verbindung von progressivem amerikanischem Gedankengut mit kritischer europäischer Philosophie und zählt zu den amerikanischen Hochschuleinrichtungen, die am stärksten von Emigranten geprägt wurden.
An der New School lehr(t)en und studier(t)en viele Persönlichkeiten, siehe die Liste von Persönlichkeiten der New Yorker Universität The New School. Seit 1970 gehört die Parsons School of Design zur Universität. Das Konservatorium der New School ist das 1989 eingegliederte Mannes College of Music.
Eine der berühmtesten Einrichtungen der New School war der 1940 von Erwin Piscator eingerichtete Dramatic Workshop. Hier studierten u. a. Tennessee Williams, Marlon Brando, Tony Curtis und Harry Belafonte.

## Geschichte

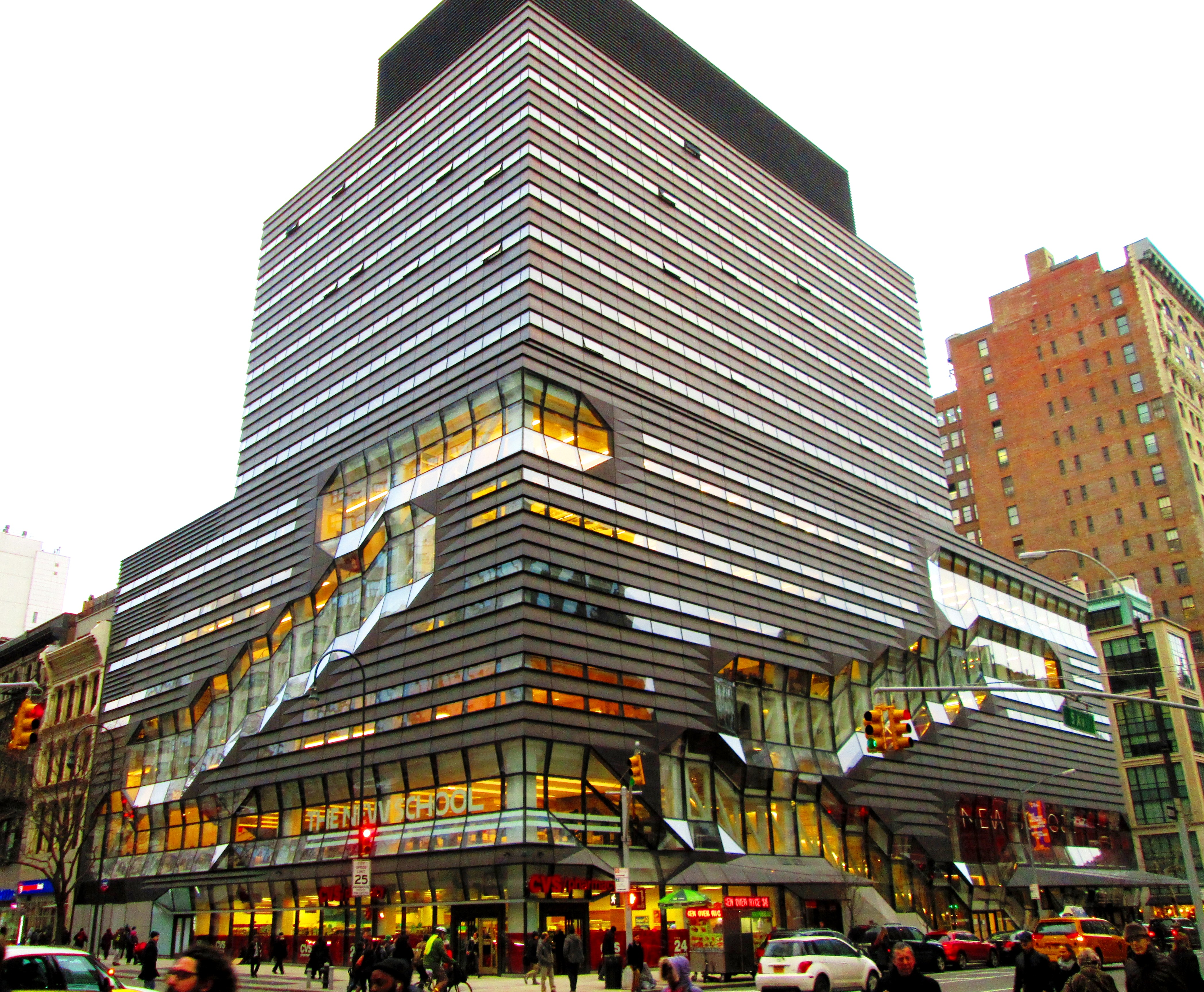
The New School University Center an der 14th Street und Fifth Avenue in Manhattan

Die New School for Social Research wurde 1919 von einer Gruppe von Intellektuellen gegründet, von denen einige an der Columbia University gelehrt hatten. Sie vertraten eine kritisch-ablehnende Haltung zur Beteiligung der USA und wurden vom Präsidenten der Columbia University zensiert, was zur Gründung der neuen Universität führte. Die Gründungsmitglieder waren Charles A. Beard, Thorstein Veblen, James Harvey Robinson, Wesley Clair Mitchell, John Dewey und Alvin Johnson.
Ab 1997 trug sie den Namen New School University, seit 2005 trägt sie den heutigen Namen. Gleichzeitig ging der ursprüngliche Name auf die Fakultät für Politik- und Sozialwissenschaft über.

### Exiluniversität
Von Beginn an hatte die Universität enge Beziehungen zu Europa. Ihre Gründer formten sie in Anlehnung an die deutsche Volkshochschule. 1933 wurde innerhalb der Universität eine University in Exile etabliert, an der über 180 emigrierte europäische Wissenschaftler Arbeit fanden. Ira Hirschmann wurde Vorstandsvorsitzender und bemühte sich erfolgreich viele führende Intellektuelle aus Europa zu holen. Nach der Niederlage Frankreichs im Juni 1940 kam eine Reihe angesehener französischer Sozialwissenschaftler hinzu, wie etwa der Anthropologe Claude Lévi-Strauss, der Sprachwissenschaftler Roman Jakobson und der Politikwissenschaftler Henri Bonnet. Aus dieser Tradition entstand später die Pariser Elitehochschule École des hautes études en sciences sociales (EHESS), mit welcher auch noch heute enge Beziehungen bestehen.
Bekannte deutschsprachige Professoren an dieser Universität waren hingegen Emil Lederer, Hanns Eisler, Wilhelm Reich, Alfred Schütz, Felix Kaufmann, Albert Salomon, Karen Horney, Erich Fromm, Karl Löwith, Max Wertheimer, Rudolf Arnheim, Marie Jahoda, Arnold Brecht, Hannah Arendt, Hans José Rehfisch, Eduard Heimann, Adolph Lowe und Hans Jonas. Bekannte Studenten waren Dan Flavin und John Weakland. Mit der Aufnahme des Lehrbetriebs 1934 erhielt die University in Exile den Namen Graduate Faculty of Political and Social Science. Im Rahmen eines Rebrandings, bei dem der offizielle Name der Universität als Ganzes zu New School verkürzt wurde, wurde die Graduate Faculty in New School for Social Research umbenannt.

### Theodor-Heuss-Professur
In Anerkennung der Verdienste, die sich die New School nach 1933 durch die Aufnahme der ins Exil gezwungenen Wissenschaftler erworben hat, finanziert die Bundesrepublik Deutschland seit 1962 eine nach Theodor Heuss benannte Gastprofessur, die jeweils für ein Jahr an einen prominenten Philosophen, Psychologen, Historiker, Soziologen, Ethnologen oder Wirtschaftswissenschaftler aus dem deutschsprachigen Raum vergeben wird. Bisherige Inhaber (Auswahl):
- Helmuth Plessner (1962/1963)
- Otto Heinrich von der Gablentz[10] (1966/1967)
- Jürgen Habermas (Frühling 1967)
- Renate Mayntz[11] (Frühling 1968)
- Iring Fetscher[12] (1968/1969)
- Martin Irle[13] (1969/1970)
- Urs Jaeggi[14] (1970/1971)
- Heinrich Popitz (1971/1972)
- Friedrich Tenbruck[15] (1972/1973)
- Carl Friedrich Graumann[16] (1973/1974)
- Peter Cristian Ludz (1974/1975)
- Niklas Luhmann (Herbst 1975)
- Ernst Vollrath (Frühling 1976)
- Karl-Otto Apel[17] (Herbst 1976)
- Gerhard Funke (Frühling 1977)
- Wilhelm Hennis (1977/1978)
- Reinhard Kreckel[18] (Frühling 1979)
- Rudolf Cohen (Herbst 1979)
- Hans Hörmann (Frühling 1980)
- Manfred Riedel (1980/1981)
- Wolfgang Schluchter[19] (1981/1982)
- Theo Pirker (1982/1983)
- Bertram Schefold (Frühling 1984)
- Gerhard Grohs (1984/1985)
- Albrecht Wellmer (Herbst 1985)
- Rüdiger Bubner (1986/1987)
- Rainer Lepsius (Frühling 1988)
- Dieter Frey (1988/1989)
- Gerhard Lehmbruch (Frühling 1990)
- Heinz Kurz (1990/1991)
- Karl Dieter-Opp (1991/1992)
- Volker Rittberger (1992/1993)
- Brigitta Hauser-Schäublin (Herbst 1994)
- Johannes Fabian (Frühling 1995)
- Axel Honneth[20] (1995/1996)
- Hans Joas[21] (Frühling 1997)
- Fritz Strack (1997/1998)
- Manfred Frank (Herbst 1998)
- Claus Offe[22] (Frühling 1999)
- Harald Hagemann[23] (1999/2000)
- Karl-Heinz Kohl[24] (2001/2002)
- Sigrid Meuschel (2003/2004)
- Klaus Fiedler (2004/2005)
- Rainer Forst[25] (2005/2006)
- Malcolm H. Dunn[26] (2006)
- Thomas Bierschenk (2007/2008)
- Hauke Brunkhorst (2009/2010)
- Norbert Frei[27] (2010/2011)
- Wolfgang Streeck[28] (2013/2014)
- Richard Rottenburg[29] (2014/2015)
- Rahel Jaeggi[30] (2015/2016)
- Rebekka Habermas[31] (Herbst 2016)
- Sebastian Conrad[32] (Frühling 2017)
- Hubertus Buchstein[33] (2018/2019)
- Jens Beckert[34] (2019/2020)
- Till van Treeck[35] (2021/2022)

### Gegenwart
Zum gegenwärtigen Lehrkörper gehören bedeutende Sozialkritikerinnen wie Nancy Fraser. Ende 2022 führten Studierende und Beschäftigte der New School einen 25 Tage währenden Streik durch, der die Rückbesinnung auf die Gründungsprinzipien der gemeinschaftlichen Selbstorganisation und soziale Gerechtigkeit forderte. Die Streikenden setzen die Lehre durch ein selbstorganisiertes Alternativprogramm fort. Die Universitätsleitung drohte Beteiligten mit der Zurückhaltung von Lohnzahlungen und Beiträgen zur Krankenversicherung. In Folge des Streiks forderten Hochschulangehörige wie Trebor Scholz die Umwandlung zur genossenschaftlichen Universität nach internationalen Vorbildern.

## Zahlen zu den Studierenden, den Dozenten und zum Vermögen
Im Herbst 2020 waren 9047 Studierende an der New School eingeschrieben. Davon strebten 6399 (70,7 %) ihren ersten Studienabschluss an, sie waren also undergraduates. Von diesen waren 75 % weiblich und 25 % männlich; 11 % bezeichneten sich als asiatisch, 5 % als schwarz/afroamerikanisch, 12 % als Hispanic/Latino und 33 % als weiß; weitere 30 % kamen aus dem Ausland. 2648 (29,3 %) arbeiteten auf einen weiteren Abschluss hin, sie waren graduates. Es lehrten 2040 Dozenten an der Universität, davon 406 in Vollzeit und 1634 in Teilzeit. 2008 waren es 2088 Dozenten gewesen, die 9825 Studierende unterrichteten.
Der Wert des Stiftungsvermögens der Universität lag 2021 bei 482,2 Mio. US-Dollar, das waren 22,5 % mehr als der Wert von 393,5 Mio. US-Dollar, der für 2020 angegeben wurde. 2009 waren es 176 Mio. US-Dollar gewesen.